# 落基山狐尾松
落基山狐尾松（学名：Pinus aristata；英语：Rocky Mountain bristlecone pine、Colorado bristlecone pine），是松属的一种，分布于美国科罗拉多州和新墨西哥州北部的落基山脉、亚利桑那州的圣弗朗西斯科群峰和大峡谷以北的凯巴布国家森林，海拔7,000—13,000英尺（2,100—4,000）。
它是一种中等高度的松树，高2—6米（8—20英尺）。它属于狐尾松亚组，其中大盆地刺果松可能也是落基山狐尾松。